# Островіте-Примасовське
Островіте-Примасовське (пол. Ostrowite Prymasowskie, нім. Kirchlich Ostrowitte) — село в Польщі, у гміні Вітково Гнезненського повіту Великопольського воєводства.
Населення — 140 осіб (2011).
У 1975-1998 роках село належало до Конінського воєводства.

## Демографія
Демографічна структура станом на 31 березня 2011 року:
|          | Загалом | Допрацездатний вік | Працездатний вік | Постпрацездатний вік |
| -------- | ------- | ------------------ | ---------------- | -------------------- |
| Чоловіки | 72      | 18                 | 46               | 8                    |
| Жінки    | 68      | 13                 | 38               | 17                   |
| Разом    | 140     | 31                 | 84               | 25                   |